# Brachyhypopomus diazi
Brachyhypopomus diazi is een vissensoort uit de familie van de Amerikaanse mesalen (Hypopomidae). De wetenschappelijke naam van de soort is voor het eerst geldig gepubliceerd in 1972 door Fernández-Yépez.